# Cliochinolo
Il cliochinolo è un farmaco ad attività antimicrobica ed antimicotica.

## Descrizione
Si presenta come una polvere voluminosa bianco-giallina o giallo-bruna, che scurisce se esposta alla luce. Molto poco solubile in acqua ed alcool, poco solubile in cloroformio (1:120), solubile in dimetilformamide, molto poco solubile in etere (1:4500).
Identificazione in laboratorio: La sostanza, in soluzione metanolica, assorbe nell’UV alle lunghezze d’onda di 255 e 325 nm. Lo spettro IR, registrato in KBr, mostra assorbimenti identici a quelli di uno standard di riferimento (953, 1198, 808, 784, 1266, 728 cm–1). Lo spettro di massa presenta frammenti principali a 305, 150, 307, 115, 152, 114, 306, 123 m/z. 4) Esame TLC su piastre ricoperte di gel di silice G, 250 m di spessore, impregnate di soluzione metanolica di potassio idrossido 0,1 M; eluente: cloroformio/metanolo (90/10); rivelante: soluzione iodoplatinica acida; Rf=0,05. Riscaldando la polvere con acido solforico si ha sviluppo di vapori viola. La soluzione alcoolica all’1% assume colorazione verde smeraldo per aggiunta di cloruro ferrico soluzione. 
Somministrato per via orale, è un amebicida luminale. Per uso esterno, applicato sotto forma di crema o pomata, svolge un’azione antimicotica e antibatterica. 
La maggior parte del cliochinolo somministrato per via orale passa attraverso il tratto gastrointestinale senza essere assorbito; può tuttavia aver luogo un certo assorbimento, variabile da soggetto a soggetto. Dopo somministrazione orale di dosi di 250 e 1500 mg di farmaco si ottengono picchi plasmatici di 1,7-8,3 mg/ml e 14,6-34,8 mg/ml, rispettivamente in due e quattro ore. L’emivita plasmatica è di circa 11-14 ore. È escreto nelle urine come glucuronide, durante le dieci ore seguenti l’assunzione. Una certa quantità viene assorbita anche attraverso la cute, quando applicato per via topica. 
I valori della DL50 , per via orale, nel gatto, sono di 400 mg/kg. 

## Usi clinici
È usato nel trattamento di infezioni della cute, per lo più in associazione con un glicocorticoide, e trattamento di micosi cutanee localizzate, specie se con componente batterica. È stato usato nella terapia dell’amebiasi e contro le infezioni da Trichomonas. 
È formulato come crema o pomata al 3%; si applica sulla zona infetta 2-4 volte al giorno, per un periodo di quattro settimane nel trattamento del piede d’atleta e per due settimane nel trattamento della Tinea cruris. 
Non viene più utilizzato per via orale (era usato come amebicida) a causa della sua marcata neurotossicità (mielo-otticoneuropatia). L’applicazione locale può causare occasionalmente gravi irritazioni nei soggetti sensibili; può manifestarsi sensibilità crociata con altri idrossichinolinici alogenati. Il cliochinolo macchia di giallo i tessuti e decolora i capelli. 

## Controindicazioni
Il farmaco è controindicato nei bambini di età inferiore ai due anni, nei soggetti con funzionalità epatica compromessa e nei pazienti con anamnesi di intolleranza allo iodio. Non deve essere usato in gravidanza. Si consiglia di evitare il contatto con gli occhi. 
I sintomi del sovra dosaggio acuto (dopo somministrazione orale) sono generalmente reversibili e comprendono cefalea, confusione, allucinazioni, disorientamento e sonnolenza con successiva amnesia retrograda. Terapie prolungate con dosi elevate possono provocare neuropatia mielo-ottica subacuta e solo raramente disturbi visivi fino a cecità.